# 레이 스티븐슨
레이 스티븐슨(영어: Ray Stevenson, 1964년 5월 25일~2023년 5월 21일)은 영국 북아일랜드 출신의 배우이다.
1964년 리즈번에서 태어나, 연기 학교 브리스톨 올드 빅 시어터 스쿨을 거쳐 1990년대부터 영국과 유럽의 TV 드라마에 출연하며 배우 활동을 시작했다.
이후 폴 그린그래스의 1998년 개봉작 《비행의 이론》에 출연하며 영화계에 발을 들였다. 2004년에는 할리우드 액션 영화 《킹 아더》에 원탁의 기사 역으로 출연하며 미국에서 인지도를 쌓았다. 이어 마블 스튜디오의 영화 《퍼니셔 2》에서 주연을 맡았고, 토르 시리즈에서 아스가르드 전사 볼스타그를 연기해 세계적으로 유명세를 얻었다. 아울러 HBO 드라마 시리즈 《로마》에서 주인공을 연기하며 미국 등에서 큰 인기를 끌었다.
아울러 스타워즈 애니메이션 《스타워즈 반란군》과 《스타워즈: 클론 전쟁》에서 가 색슨 역을 연기했으며, 디즈니플러스의 스타워즈 실사 시리즈 《아소카》에도 출연했다.
2023년 이스키아섬에서 드라마 《이스키아의 카지노》 촬영 도중 사망했다. 사인은 밝히지 않았으나 사망을 얼마 앞두고 입원하는 등 몸에 문제가 있던 것으로 여겨진다.

## 출연작 목록

### 영화
| 연도 | 제목                        | 원제                                     | 배역                 | 비고    |
| ---- | --------------------------- | ---------------------------------------- | -------------------- | ------- |
| 1994 | 고향사람의 귀향             | The Return of the Native                 | 클림 요브라이트      | TV 영화 |
| 1995 | 어떤 종류의 삶              | Some Kind of Life                        | 스티브               | TV 영화 |
| 1998 | 비행의 이론                 | The Theory of Flight                     | 지골로               |         |
| 1999 | G:MT: 그리니치 표준시       | G:MT – Greenwich Mean Time               | 미스터 하디          |         |
| 2004 | 킹 아더                     | King Arthur                              | 대거넷               |         |
| 2008 | 아웃포스트                  | Outpost                                  | 디시                 |         |
| 2008 | 퍼니셔 2                    | Punisher: War Zone                       | 프랭크 캐슬 / 퍼니셔 |         |
| 2009 | 틴에이지 뱀파이어           | Cirque du Freak: The Vampire's Assistant | 멀록                 |         |
| 2010 | 일라이                      | The Book of Eli                          | 레드리지             |         |
| 2010 | 스탠바이 캅                 | The Other Guys                           | 로저 웨슬리          |         |
| 2011 | 킬 더 아이리쉬맨            | Kill the Irishman                        | 대니 그린            |         |
| 2011 | 토르: 천둥의 신             | Thor                                     | 볼스타그             |         |
| 2011 | 삼총사                      | The Three Musketeers                     | 포르토스             |         |
| 2013 | 지.아이.조 2                | G.I. Joe: Retaliation                    | 파이어플라이         |         |
| 2013 | 내 아내의 행복한 장례식     | Jayne Mansfield's Car                    | 필립 베드퍼드        |         |
| 2013 | 토르: 다크 월드             | Thor: The Dark World                     | 볼스타그             |         |
| 2014 | 다이버전트                  | Divergent                                | 마커스 이턴          |         |
| 2014 | 빅 게임                     | Big Game                                 | 모리스               |         |
| 2015 | 인서전트                    | The Divergent Series: Insurgent          | 마커스 이턴          |         |
| 2015 | 트랜스포터: 리퓰드          | The Transporter: Refueled                | 프랭크 마틴 시니어   |         |
| 2016 | 다이버전트 시리즈: 얼리전트 | The Divergent Series: Allegiant          | 마커스 이턴          |         |
| 2017 | 토르: 라그나로크            | Thor: Ragnarok                           | 볼스타그             |         |
| 2017 | 콜드 스킨                   | Cold Skin                                | 그루너               |         |
| 2018 | 액시던트 맨                 | Accident Man                             | 빅 레이              |         |
| 2018 | 파이널 스코어               | Final Score                              | 아르카디 벨라프      |         |
| 2022 | RRR: 라이즈 로어 리볼트     | RRR                                      | 스콧 벅스턴          |         |
| 2022 | 메모리                      | Memory                                   | 대니 모라            |         |
| 2022 | 액시던트 맨: 히트맨의 휴가  | Accident Man: Hitman's Holiday           | 빅 레이              |         |

### 텔레비전 드라마
| 연도    | 제목                         | 원제                          | 배역                    | 비고                              |
| ------- | ---------------------------- | ----------------------------- | ----------------------- | --------------------------------- |
| 1995    | 밴드 오브 골드               | Band of Gold                  | 스티브 딕슨             | 12회분 출연                       |
| 1997    | 피크 프랙티스                | Peak Practice                 | 조 히그슨               | "Home Truths" 에피소드            |
| 1997    | 드로버의 황금                | Drover's Gold                 | 암스트롱                | 5회분 출연                        |
| 1998    | 시티 센트럴                  | City Central                  | 토니 베이넘             | 주연                              |
| 1999    | 21세기의 사랑                | Love in the 21st Century      | 앨릭스                  | "Toyboys" 에피소드                |
| 2000    | 홀비 시티                    | Holby City                    | 로런스 헤이니           | "Taking It on the Chin" 에피소드  |
| 2000    | 더 빌                        | The Bill                      | 가틀런드 하사           | "Over the Edge" 에피소드          |
| 2001    | 브레이스웨이트 가족과 집에서 | At Home with the Braithwaites | 그레이엄 브레이스웨이트 | 11회분 출연                       |
| 2001    | 디엘과 패스코                | Dalziel and Pascoe            | 제프 패리               | "Truth and Consequences" 에피소드 |
| 2003    | 레드 캡                      | Red Cap                       | 크리스 록스버러         | "Cover Story" 에피소드            |
| 2003    | 머피의 법칙                  | Murphy's Law                  | 로버트 이글런           | "Kiss and Tell" 에피소드          |
| 2004    | 웨이킹 더 데드               | Waking the Dead               | 팀 포크너               | "Fugue States" 에피소드           |
| 2005-07 | 로마                         | Rome                          | 티투스 풀로             | 22회분 출연                       |
| 2009    | 슈퍼 히어로 스쿼드           | The Super Hero Squad Show     | 퍼니셔                  | 애니메이션                        |
| 2012    | 덱스터                       | Dexter                        | 아이작 서코             | 9회분 출연                        |
| 2014    | 크로싱라인                   | Crossing Lines                | 마일스 레넌             | 4회분 출연                        |
| 2015    | 메이플라워의 개척자들        | Saints & Strangers            | 스티븐 홉킨스           | 미니시리즈                        |
| 2016-17 | 검은 해적                    | Black Sails                   | 에드워드 티치           | 11회분 출연                       |
| 2016-17 | 스타워즈 반란군              | Star Wars Rebels              | 가 색슨                 | 애니메이션                        |
| 2017    | 렐릭                         | Rellik                        | 에드워드 벤턴           | 주연                              |
| 2019    | 리프 브레이크                | Reef Break                    | 제이크 엘리엇           | 주연                              |
| 2019    | 메디치: 피렌체의 지배자들    | Medici                        | 페르디난도 1세 (나폴리) | 2회분 출연                        |
| 2020    | 스패니쉬 프린세스            | The Spanish Princess          | 제임스 4세              | 2회분 출연                        |
| 2020    | 바이킹스                     | Vikings                       | 오타르                  | 11회분 출연                       |
| 2020    | 스타워즈: 클론 전쟁          | Star Wars: The Clone Wars     | 가 색슨                 | 애니메이션                        |
| 2022    | 특전 유보트                  | Das Boot                      | 잭 스윈번               | 8회분 출연                        |
| 2023    | 아소카                       | Ahsoka                        | 베일런 스콜             | 주연                              |